# City of Subiaco
City of Subiaco is een Local Government Area (LGA) in Australië in de staat West-Australië in de agglomeratie van Perth. City of Subiaco telde 17.267 inwoners in 2021. De hoofdplaats is Subiaco.

## Geboren in City of Subiaco
- Sam Welsford, wielrenner
- Ben O'Connor, wielrenner